# Redd Foxx
Redd Foxx (San Luis, Misuri, 9 de diciembre de 1922-Los Ángeles, California, 11 de octubre de 1991) fue un humorista y actor estadounidense, conocido principalmente por su trabajo en la sitcom Sanford and Son.

## Inicios y carrera
Su verdadero nombre era John Elroy Sanford, y nació en San Luis (Misuri), aunque se crio en Chicago, Illinois. Su padre, un electricista, abandonó a la familia cuando Foxx tenía cuatro años de edad, por lo que quedó al cuidado de su madre -que era de ascendencia Semínola- su abuela y el ministro de su congregación. Estudió un tiempo en la DuSable High School junto al futuro alcalde de Chicago Harold Washington, pero no llegó a graduarse. En los inicios de la década de 1940 se mudó a la ciudad de Nueva York, llegando a ser un asociado de Malcolm X. En su autobiografía, Malcolm X menciona a Foxx como "Chicago Red, el más divertido lavaplatos de esta tierra." Se ganó su apodo debido al color rojo de su cabello, así como a su complexión. Su segundo nombre artístico fue tomado en homenaje a la estrella del béisbol Jimmie Foxx.

## Actuaciones en nightclubs
Foxx consiguió fama por sus actuaciones en nightclubs (algo considerado en esa época como escabroso). Sus números humorísticos en solitario fueron más adelante editados en álbumes para reuniones, llegando a hacerse muy populares.

## Sanford and Son
El personaje de Fred G. Sanford recibió su nombre por el hermano de Foxx, Fred, que había fallecido. Foxx tenía algo más de cincuenta años de edad cuando interpretó a Sanford, de 65.
Fue también uno de los primeros humoristas negros en actuar ante público blanco en Las Vegas Strip. Foxx aprovechaba su papel en Sanford and Son para conseguir trabajo a amigos suyos como LaWanda Page, Slappy White, Gregory Sierra, y Pat Morita. Foxx también luchó con los productores Norman Lear y Bud Yorkin a fin de conseguir un mayor control del show, así como mejores salarios. Surgieron diferencias con los productores, motivo por el cual Foxx no trabajó en seis episodios del final de la tercera temporada, así como en otros tres al inicio de la cuarta. En esos capítulos fue sustituido por el mejor amigo de "Fred Sanford", "Grady", interpretado por Whitman Mayo.
En esa época Foxx actuó en el famoso combate de boxeo entre Muhammad Ali y Chuck Wepner (pelea que inspiró al actor Sylvester Stallone para escribir Rocky), cerca de Cleveland (Ohio). Foxx también fue comentarista.

## Carrera trasSanford and Sony problemas personales
En 1977 Foxx dejó Sanford and Son tras seis temporadas de éxito (el show se canceló tras su salida del mismo) a fin de actuar en un programa de variedades que tuvo poca duración, pero en 1980 volvió a interpretar a Fred Sanford en un spin-off televisivo, Sanford.

## Fallecimiento
Foxx actuó en la serie de 1991 The Royal Family, en la que trabajaba junto a su amiga Della Reese, pero durante unos ensayos el 11 de octubre de 1991, sufrió un infarto agudo de miocardio, falleciendo en el plató, localizado en Los Ángeles, California. Tenía 68 años. Fue enterrado en el Cementerio Palm Valley View Memorial Park de Las Vegas, Nevada.
A título póstumo Foxx recibió una estrella en el Paseo de la Fama de San Luis el 17 de mayo de 1992.

## Vida personal
Redd Foxx se casó en cuatro ocasiones. Su primer matrimonio, con Evelyn Killebrew, tuvo lugar en 1948, pero la pareja se divorció en 1951. Su segunda esposa fue Betty Jean Harris, una corista y bailarina, compañera de baile de LaWanda Page, con la que se casó en 1956, divorciándose en 1975. Foxx se casó en 1976 con Yun Chi Cheng, de origen chino, rompiéndose el matrimonio en 1981. Su última esposa fue Ka Ho Cho.

## Filmografía
- All the Fine Young Cannibals (1960)
- Cotton Comes to Harlem (1970)
- Norman... Is That You? (1976)
- Harlem Nights (1989)

### Trabajo televisivo
- Sanford and Son (1972–1977)
- The Redd Foxx Comedy Hour (1977–1978)
- On Location (1978)
- Sanford (1980–1981)
- Viva Shaf Vegas (1986)
- The Redd Foxx Show (1986) (cancelado tras cuatro meses)
- Ghost of a Chance (1987)
- The Royal Family (1991)